# 이슬 (작가)
이슬은 대한민국의 텔레비전 드라마 작가이다. 

## 드라마
- 2017년 네이버 TV 웹 드라마 《연애플레이리스트 시즌 1》 ... 집필
- 2017년 네이버 TV 웹 드라마 《연애플레이리스트 시즌 2》 ... 집필
- 2018년 네이버 TV 웹 드라마 & MBC 드라마넷 《이런 꽃같은 엔딩》 ... 집필
- 2018년 네이버 TV 웹 드라마 《연애플레이리스트 시즌 3》 ... 집필
- 2019년 네이버 TV 웹 드라마 《연애플레이리스트 시즌 4》 ... 집필
- 2020년 네이버 TV 웹 드라마 《엑스엑스(XX)》 ... 집필
- 2022년 U-NEXT 웹 드라마 & KBS JOY 플레이리스트 드라마 《디어엠》 ... 집필
- 2025년 MBC 금토 미니시리즈 《바니와 오빠들》 ... 공동집필